# Portada/article desembre 10

## World Trade Center 7
El World Trade Center 7, o WTC 7, és un edifici de Nova York situat al complex del World Trade Center, al Baix Manhattan. El nom 7 World Trade Center es refereix a dos edificis: l'estructura original, completada el 1987 i destruïda l'11 de setembre del 2001, i l'estructura actual, inaugurada el 2006. Els dos edificis els va construir Larry Silverstein, llogater del solar, que és propietat de l'Autoritat Portuària de Nova York i Nova Jersey.